# Shahin Bushehr FC
O Shahin Bushehr Football Club (em persa: باشگاه فوتبال شاهین شهرداری بوشهر) é um clube de futebol, sediado em Bushehr, Irão. Atualmente disputa a Liga Azadegan, a segunda maior liga nacional do país.